# Kostel svatého Michaela archanděla (Ladná)
Kostel svatého Michaela archanděla (též kostel svatého Michala) je římskokatolický chrám v obci Ladná, okres Břeclav. Nachází se v centru obce a tvoří její dominantu. Kostel v novorománském stylu dle návrhu architekta Karla Weinbrennera byl vystavěn v letech 1911–1912. Je chráněn jako kulturní památka.
Jde o filiální kostel farnosti Podivín.

## Historie
K roku 1663 je zmiňován filiální kostel v Lanštorfu (nyní Ladná), jeho další osud je však neznámý. Zachoval se z něj zvon ulitý roku 1678 Václavem Kleinem. Ten byl později zavěšen ve zvonici místní kaple svatého Michala z roku 1849. Časem však tato malá kaple přestala kapacitně vyhovovat.
V prosinci 1909 navštívila deputace lanštorfských občanů v čele se starostou Ondřejem Michlovským kancelář knížete Jana II. z Lichtenštejna. Výměnou za knížetem požadované prodloužení nájmu lanštorfské honitby na dalších dvanáct let (za roční nájem 2000 korun) žádali, aby kníže Lichtenštejn nechal na vlastní náklady v Lanštorfu postavit větší kapli. Kníže s návrhem souhlasil a přislíbil postavení nového kostela včetně vybavení.
Plány kostela v novorománském slohu vypracoval knížecí architekt Karel Weinbrenner, mimo jiné tvůrce kostela Navštívení Panny Marie v Poštorné či kostela Povýšení sv. Kříže v Lanžhotě. V neděli 24. září 1911 došlo slavnostnímu položení základního kamene stavby. Při této příležitosti obdržel knížecí správce JUDr. Jan Musil čestné občanství obce, jako poděkování za svou přímluvu ve věci kostela u knížete Lichtenštejna.
Stavební práce byly zahájeny 15. dubna 1912 firmou pana Rossaka z Břeclavi. Veškerý stavební materiál jako cihly, střešní tašky a obklady dodala knížecí cihelna v Poštorné. Údajně jich bylo použito 250 druhů. Přes některá zdržení zapříčiněná opožděnými dodávkami a nutností úprav dodaných cihel byla stavba dokončena 9. srpna téhož roku. Instalace zvonů proběhla 9. až 10. října, dne 13. října byl posvěcen a připevněn kříž na hlavní věži. Dne 8. prosince 1912 kostel benedikoval podivínský farář František Špička.
V roce 1917, během první světové války, došlo k zrekvírování zvonů kostela. Poté byl údajně do sanktusníku instalován starý zvon z kaple svatého Michala.

## Popis
Kostel svatého Michaela archanděla je jednolodní chrám obdélníkového půdorysu, s kněžištěm tvaru apsidy zaklenuté konchou. K apsidě na severu přiléhá sakristie, na jihu pak kaple s válcovou věží. Loď kostela je zaklenuta třemi poli křížové žebrové klenby. Severní stranu lodi zakončuje členěný útvar severního průčelí, završený hranolovou zvonicí. Na průčelí je umístěna nika s reliéfem Madony s Dítětem, nad ním se nachází věžní hodiny v glazovaném rámu. Vstup do kostela tvoří portikus ukončený vstupním portálem s archivoltou. Ve štítě portiku se nachází reliéf Beránka Božího. Štít je završen vyřezávaným kamenným křížem.
Kostel je vybudovaný z pálených cihel. Vnější architektonické detaily (reliéfy, ostění, sokly, vlysy atd.) jsou provedeny z glazovaných keramických tvarovek. V interiéru jsou použity tvarovky režné (sloupy, žebra, konzoly).
Zařízení interiéru (oltář, kazatelna, křtitelnice) je dobové, zhotovené z umělého kamene a mramoru. Na boční zdi lodi se nachází obraz svaté Rodiny z roku 1915. Stěny a klenbu lodi i kněžiště pokrývá ornamentální a symbolická malba.